# Ségur-le-Château
Ségur-le-Château település Franciaországban, Corrèze megyében. Lakosainak száma 202 fő (2022. január 1.). Ségur-le-Château Beyssenac, Saint-Éloy-les-Tuileries, Saint-Julien-le-Vendômois és Payzac községekkel határos.

## Népesség
A település népessége az elmúlt években az alábbi módon változott:
| Lakosok száma | 401  | 304  | 269  | 230  | 226  | 184  | 174  | 193  | 202  | 202  |
|               | 1968 | 1982 | 1990 | 2006 | 2013 | 2015 | 2017 | 2019 | 2020 | 2022 |